# Cuisine des Hui

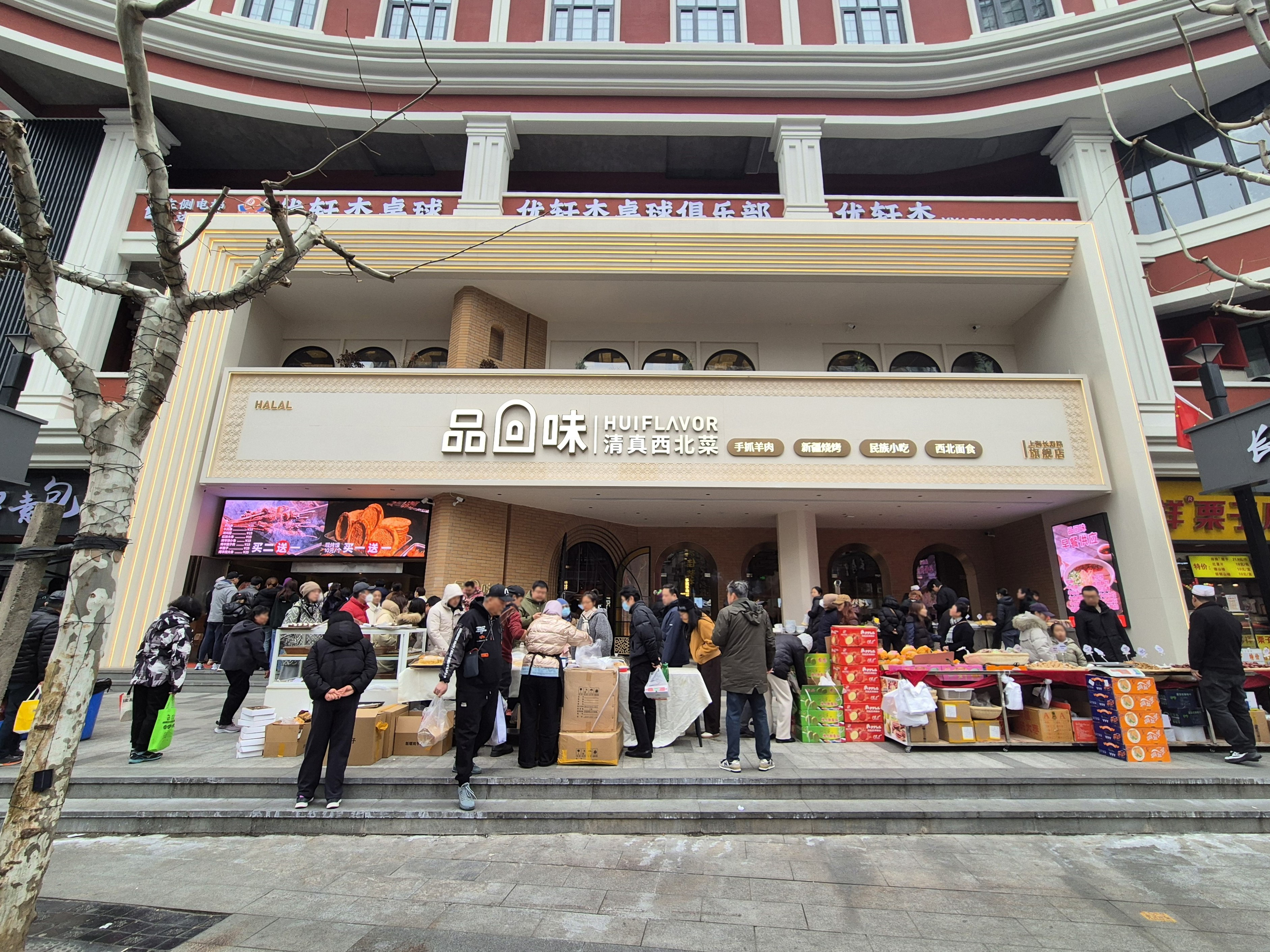
Un restaurant halal à Shanghai

La cuisine des Hui (chinois : 回族菜 ; pinyin : huízúcài), parfois simplement appelée en Chine simplement « cuisine halal » (清真菜, qīngzhēncài), désigne la cuisine de l'ethnie hui et des autres musulmans vivant en Chine.

## Histoire

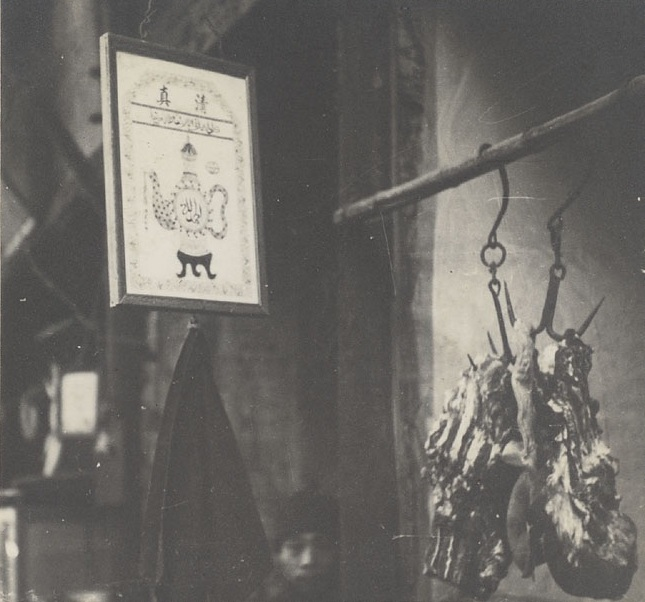
Un panneau indiquant une boucherie halal à Hankou, vers 1934-1935.

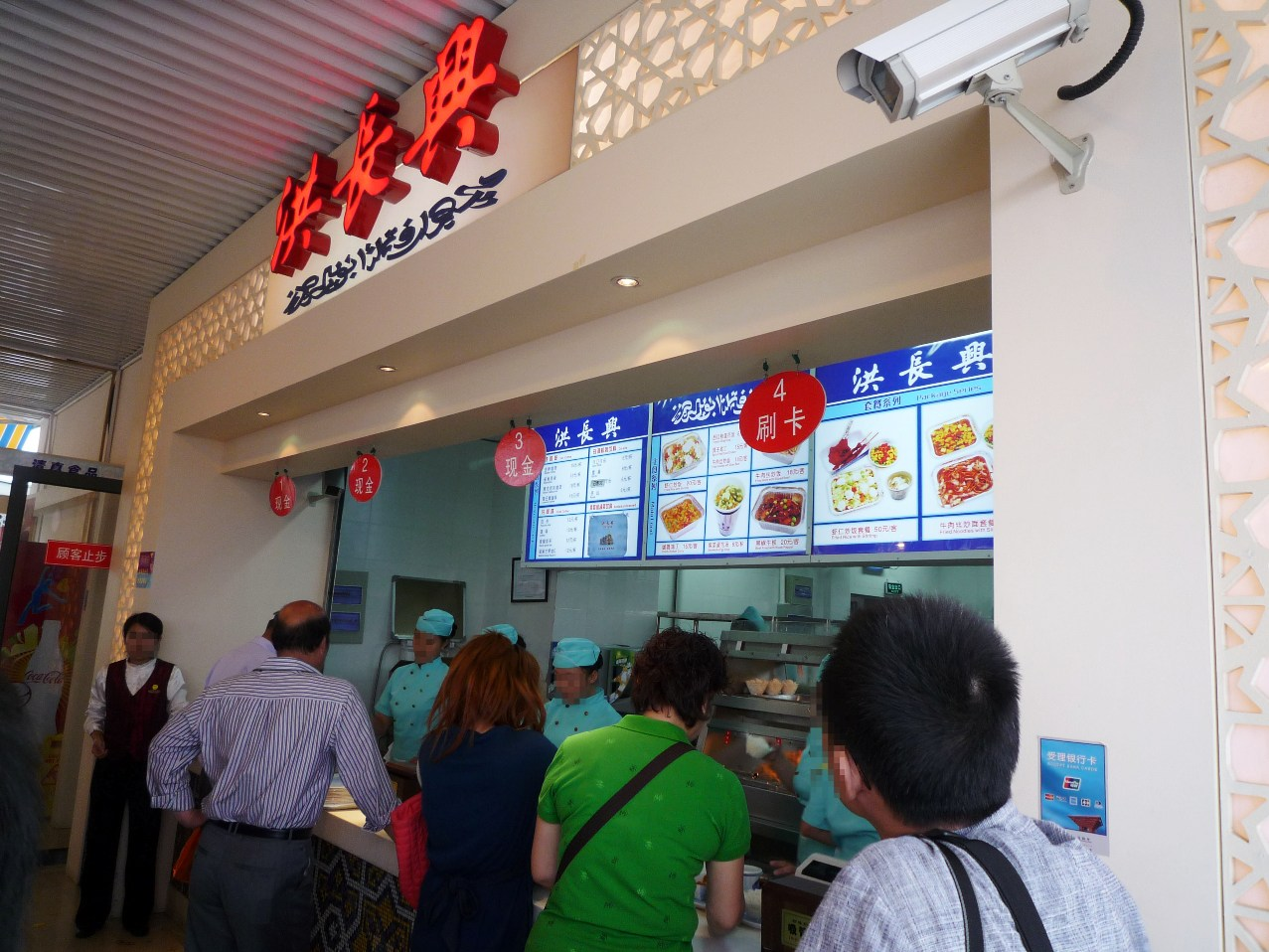
Un restaurant rapide musulman à la Shanghai Expo.

Étant donné l'importance de la population musulmane dans l'ouest de la Chine, beaucoup de restaurants chinois doivent correspondre aux attentes des musulmans. Un certain nombre sont aussi tenus par des musulmans. La cuisine musulmane de Chine du Nord est originaire de la Chine historique. Elle est fortement influencée par la cuisine de Pékin, partageant quasiment toutes ses techniques culinaires et dont elle ne diffère que par des éléments liés aux restrictions religieuses. Par conséquent, la cuisine musulmane du nord est souvent incorporée dans la cuisine maison de Pékin, mais plus rarement dans les restaurants de la côte Est.
Durant la dynastie Yuan, les méthodes halal d'abattage des animaux et de préparation de la nourriture étaient bannies et interdites par les empereurs mongols, à commencer par Genghis Khan qui interdit aux musulmans et aux juifs d'abattre leurs animaux à leur façon, les obligeant à respecter la méthode mongole,.

« Parmi tous les peuples [sujets] étrangers, seuls les hui-hui déclaraient « nous ne consommons pas de nourriture mongole ».
[Cinggis Qa'an répondit :] « Grâce à l'aide du ciel, nous vous avons pacifié ; vous êtes nos esclaves. Pourtant, vous ne consommez ni notre nourriture ni nos boissons. Comment cela peut-il être juste ? » Sur ce, il les força à en consommer. « Si vous abattez un mouton, vous serez considérés coupables d'un crime. » Il émit un règlement à cet effet…
[En 1279-1280 sous Qubilai], tous les musulmans déclarèrent : « Si quelqu'un d'autre abat [l'animal], nous ne consommons pas. »
Puisque les pauvres sont contrariés par ceci, désormais, les musuluman huihui [musulmans] et les zhuhu huihui [juifs], quelle que soit la personne qui tue [l'animal], [en] consommeront et doivent cesser d'abattre les moutons eux-mêmes, et mettre fin au rite de la circoncision. »

## Caractéristiques
Traditionnellement, il y a une distinction entre les cuisines musulmanes du nord et du sud de la Chine, bien que les deux utilisent du mouton et de l'agneau. La cuisine musulmane du nord repose fortement sur le bœuf, mais rarement sur le canard, l'oie, la crevette ou les fruits de mer, alors que la cuisine musulmane du sud fait le contraire. La raison de cette différence est liée à la disponibilité des ingrédients. Les bœufs ont pendant longtemps été utilisés pour l'agriculture et les gouvernements chinois ont fréquemment prohibé de façon stricte l'abattage de bœufs pour la consommation. Toutefois, en raison de la proximité géographique du nord de la Chine avec des régions dominées par des minorités qui n'étaient pas soumises à de telles restrictions, on pouvait facilement se procurer et transporter du bœuf en Chine du Nord. En même temps, les canards, les oies et les crevettes étaient rares en comparaison par rapport à la Chine du Sud à cause du climat aride du nord de la Chine.
Un restaurant chinois musulman (清真菜館, qīngzhēn càiguǎn) est similaire à un restaurant mandarin à l'exception de l'absence de porc sur le menu et le fait que de nombreux plats sont à base de nouilles ou de soupes[citation nécessaire].
Dans la plupart des grandes villes de l'est de la Chine, il y a un nombre très limité de restaurants musulmans halal. Ceux-ci sont généralement tenus par des migrants venant de l'ouest de la Chine (notamment des Hui), et proposent principalement des soupes de nouilles bon marché. Ces restaurants sont habituellement décorés avec des motifs islamiques telles que des photographies de tapis islamiques et des calligraphies arabes.
Une autre différence est que les plats à base de mouton et d'agneau sont plus fréquemment proposés que dans les autres restaurants chinois, à cause de la plus grande prédominance de ces viandes dans les cuisines des régions chinoises de l'ouest.

## Présence de la cuisine hui
Les autres minorités ethniques musulmanes comme les Salar, les Dongxiang, les Bonan et les Tibétains musulmans ont leur propre cuisine. Les Dongxiang gèrent aussi leurs propres restaurants servant leur cuisine.
Beaucoup de restaurants universitaires chinois proposent une partie séparée ou un espace repas pour les étudiants musulmans (qu'ils soient hui ou d'une autre minorité chinoise de l'ouest), spécifiquement indiqués par le mot « qingzhen ». Les cartes des étudiants indiquent parfois si le détenteur est musulman, l'autorisant ainsi à accéder à ces espaces ou à des évènements spécifiques tels que la fête de l'Aid suivant le ramadan.
Plusieurs restaurants hui servant de la cuisine chinoise musulmane existent à Los Angeles,. Malgré son énorme nombre de restaurants chinois, San Francisco semble n'en posséder qu'un seul qui propose de la cuisine halal.
Beaucoup de Chinois musulmans hui qui ont déménagé du Yunnan à la Birmanie (Myanmar) sont connus sous le nom Panthays (en). Ils gèrent des restaurants et des stands proposant de la cuisine chinoise musulmane, notamment des nouilles. Les musulmans chinois hui qui ont quitté le Yunnan pour vivre en Thaïlande sont connus sous le nom Chin Haw (en) et ont aussi leurs propres restaurants et stands servant de la nourriture chinoise musulmane.

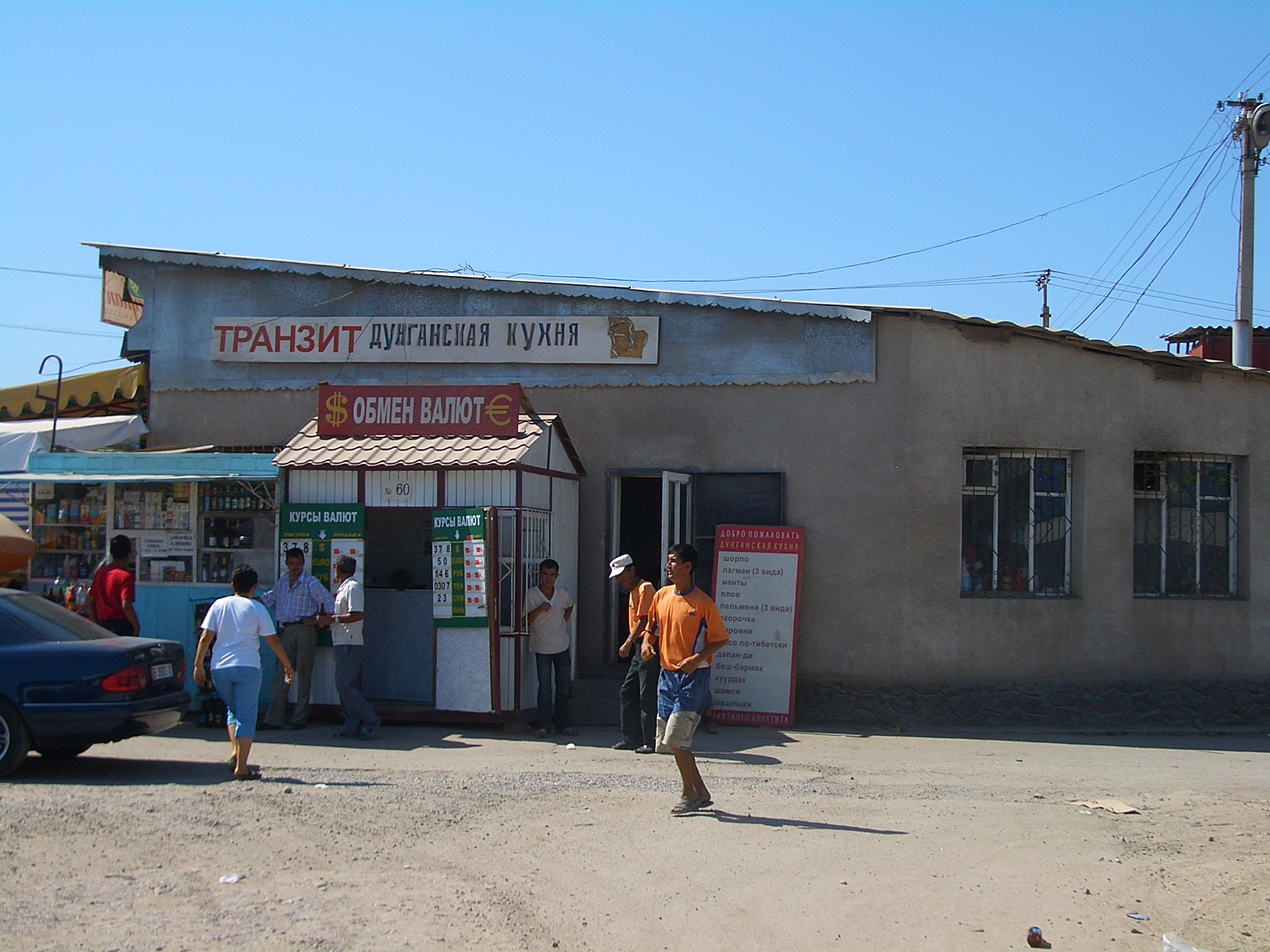
Restaurant à Bishkek proposant de la cuisine doungane.

En Asie Centrale, le peuple doungane, descendants des Hui, dirigent des restaurants qui servent une cuisine similaire, qu'on désigne là bas sous le nom de « cuisine doungane ». Elle satisfait les besoins des hommes d'affaires chinois. Les baguettes sont utilisées par les Dounganes et leur cuisine ressemble à celle du nord-ouest de la Chine,.
La plupart des Chinois considèrent la nourriture halal hui plus propre que celle préparée par des non-musulmans, ce qui explique la popularité de leurs restaurants en Chine. Les Hui qui ont migré au nord-est de la Chine au cours de l'« irruption en Mandchourie », appelée Chuang Guandong (en) en chinois (闯关东, chuǎng guāndōng) ont ouvert beaucoup de nouveaux hôtels et de restaurants pour répondre aux besoins des voyageurs en nourriture sûre et propre.
Les hui qui ont migré vers Taïwan ont aussi ouvert des restaurants et des stands halal à Taipei et dans d'autres grandes villes,. 
Le Département thaïlandais de promotion des exportations affirme que « les producteurs de nourriture halal en Chine sont de petits entrepreneurs dont les produits ont une petite valeur ajoutée et manquent d'une image de marque et de technologie pour que leurs marchandises atteignent les normes internationales » pour encourager le secteur privé thaïlandais de production halal à commercialiser leurs produits en Chine. 

## Plats célèbres

### La mian
Le la mian (拉面 / 拉麵, lā miàn) est un plat chinois à base de nouilles faites à la main dont il existe deux versions. Il est généralement servi dans une soupe de bœuf ou de mouton (湯麵, tāngmiàn), mais peut aussi parfois être sauté (炒面 / 炒麵, chǎomiàn) et servi avec une sauce à base de tomates. Littéralement, « 拉, lā » signifie « tirer » ou « étirer » tandis que « 面 / 麵, miàn » signifie « nouilles ». Préparer ces nouilles à la main nécessite de prendre une boule de pâte et à l'étirer, puis la plier de façon répétée pour produire une unique nouille très longue. La recette la plus célèbre est la soupe de la mian au bœuf de Lanzhou, capitale de la province du Gansu.

### Soupe de nouilles au bœuf

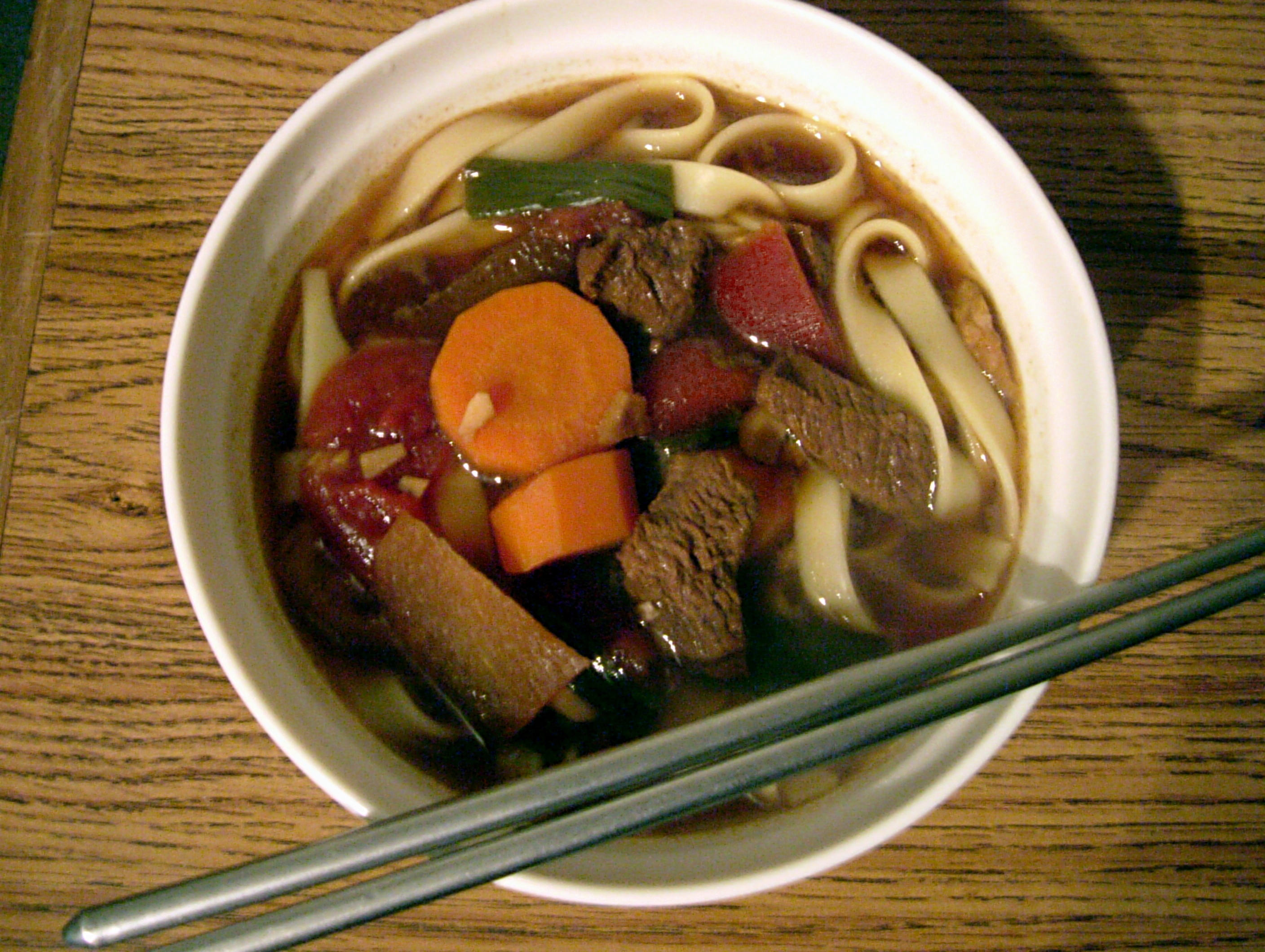
Nouilles au bœuf.

La soupe de nouilles au bœuf est un plat de soupe de nouilles composé de bœuf mijoté, d'un bouillon de bœuf, de légumes et de nouilles de blé. Elle existe sous diverses formes à travers l'Asie de l'Est et l'Asie du Sud-Est. La version vietnamienne la plus simple est appelée bo kho, mais utilise des nouilles de riz à la place. Elle a été créée par le peuple hui durant la dynastie des Tang de Chine.
En Occident, ce plat peut être servi en petite portion comme une simple soupe. En Chine, un grand bol de nouilles constitue souvent un repas complet, avec ou sans plat d'accompagnement.

### Chuanr
Le chuanr (en) (串儿, chuànr, « brochette ») est originaire de la province chinoise du Xinjiang et a été diffusé à travers le reste du pays, en particulier à Pékin. Il s'agit d'un produit de la cuisine musulmane des Ouïghours et des autres musulmans chinois. Le yangrouchuan (羊肉串, yángròuchuàn, « brochette de viande d'agneau ») ou kebab d'agneau est particulièrement populaire.

### Suancai
Le suancai (酸菜, suāncài) ou chou aigre chinois (en) est un plat de légumes de la cuisine chinoise traditionnelle qui est utilisé de nombreuses manières. Il est constitué de chou chinois en saumure. Le chou aigre est une forme particulière de paocai (en) (泡菜, pàocài) caractérisée par les éléments utilisés et la méthode de fabrication. Bien que le chou aigre ne soit pas une spécificité exclusive de la cuisine chinoise musulmane, elle y est utilisée pour garnir des soupes de nouilles, en particulier la soupe de nouilles au bœuf.

### Nang
Le nang (馕, náng) est un type de pain rond non levé sur lequel du sésame est parsemé. Il est similaire au naan d'Asie Centrale et d'Asie du Sud.